# جمعیت حمایت از آسیب‌دیدگان سوختگی

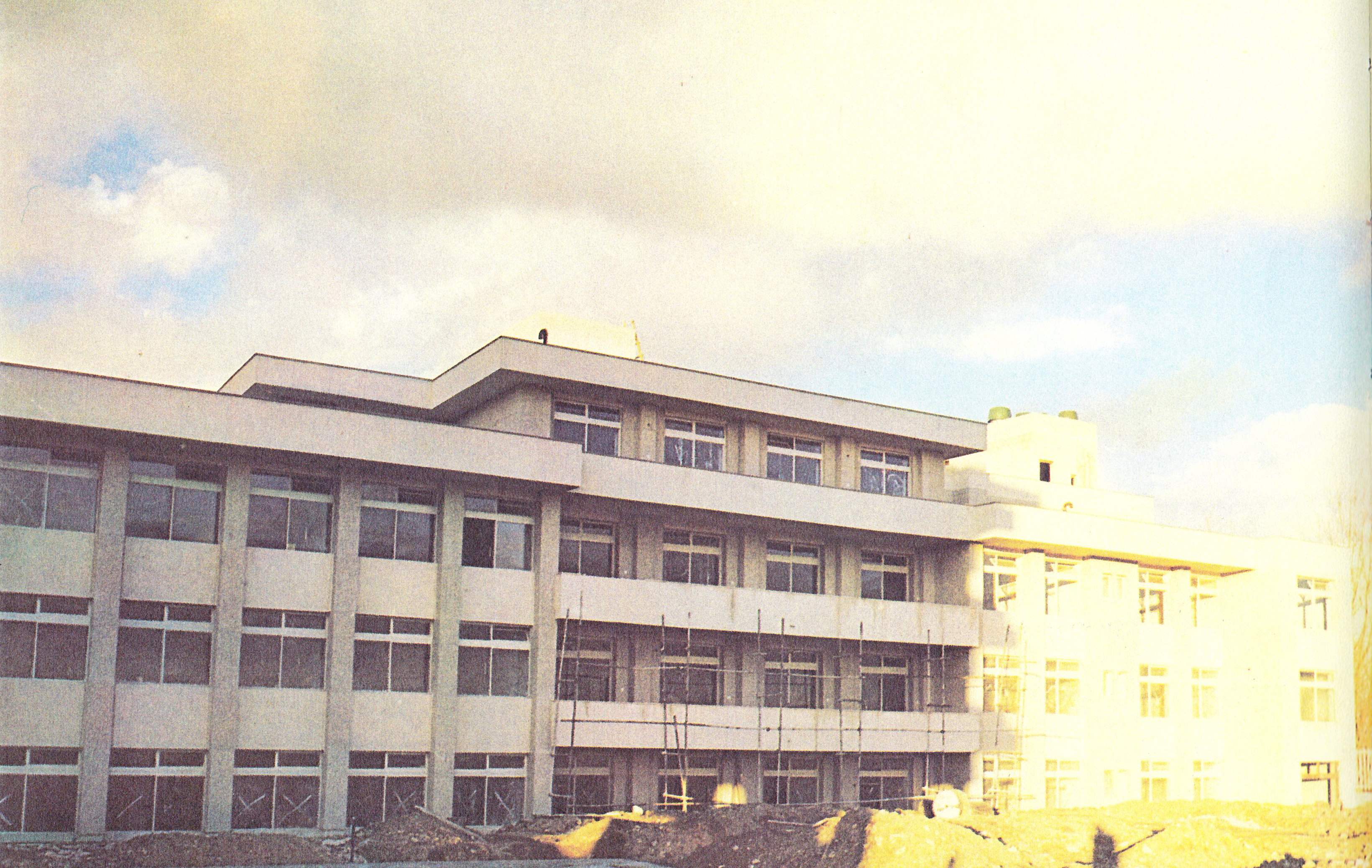
بیمارستان آسیب دیدگان سوختگی

جمعیت حمایت آسیب دیدگان از سوختگی در سال ۱۳۴۴ برای حمایت و تأمین نیازمندی‌های بهداشتی و درمانی کسانی که بر اثر سوانح سوختگی آسیب می بینند بنیان شد. ریاست عالیه این جمعیت با فرح پهلوی می‌باشد.
جمعیت حمایت آسیب دیدگان سوختگی در زمینه‌های زیر فعالیت دارد:
- - پیشگیری
- - درمان
- - پژوهش

نداشتن آگاهی از چگونگی کار برد کمک‌های اولیه و پیشگیری درست در زمان بروز آتش سوزی همیشه سبب بدتر شدن وضع و شرایط زیان‌آور شده‌است. از این روی جمعیت می کوشد که با استفاده از رسانه‌ها و آموزش در دبستان‌ها و دبیرستان‌ها و دیگر مرکزهای آموزشی آگاهی‌های مورد نیاز را به مردم بدهد تا هنگام بروز آتش مردم خودیاری‌های نخستین را انجام دهند و از سختی سانحه بکاهند.

جمعیت حمایت آسیب دیدگان از سوختگی از آغاز بنیان همه کوشش خود را در راه ساختن بیمارستان مجهزی نمود که این بیمارستان از سال ۱۳۵۱ آماده بهره‌برداری شد.

جمعیت شمار بسیاری پروژه‌های پژوهشی، آموزشی و درمانی را برای سا لهای آینده برنامه‌ریزی کرده‌است.

برای آموزش نیروی انسانی در راستای بر طرف کردن نیاز به کارمندان، پرستاران، بهیاران و پزشکان ویژه برای بهبود آسیب‌های سوختگی فعالیت‌های گستردهای را در پیش دارد. 
پژوهش‌های بیمارستان بر اساس یافتن بهترین روش‌های درمانی استوار است.